# Olgierd Terlecki
Olgierd Terlecki (ur. 18 października 1922 w Oleszycach, zm. 31 grudnia 1986 w Krakowie) – polski prozaik i historyk.

## Życiorys
W 1939 został wywieziony do ZSRR. W 1941 wstąpił do Polskich Sił Zbrojnych w ZSRR. W 1942 ukończył Szkołę Podchorążych Rezerwy 6 Lwowskiej Dywizji Piechoty w Shahrisabz, w Uzbekistanie. Później służył w II Korpusie. Brał udział w bitwie o Monte Cassino i Ankonę. Ukończył Kursy Maturalne Nr 1 w Alessano, we Włoszech. Tam też debiutował jako poeta w 1946 na łamach czasopisma „Gazeta Żołnierza”.
W 1947 wrócił do kraju i zamieszkał w Krakowie. W latach 1947–1951 był redaktorem „Dziennika Polskiego”, a od 1955 „Życia Literackiego”. W 1953 podpisał rezolucję ZLP w sprawie procesu krakowskiego. W 1982 otrzymał nagrodę miasta Krakowa.
Przez 35 lat był tajnym współpracownikiem Służby Bezpieczeństwa PRL, a działalność w tym zakresie szczegółowo opisał jego syn Ryszard.
Do współpracy został przymuszony w 1951 groźbą aresztowania.

## Twórczość
- Barwne życie szarej eminencji
- Bojowe szlaki pustynne
- Concertina
- Dni wolności
- Generał Sikorski
- Kierunek Cassino (trylogia Polskie drogi)
- Kuzynek diabła
- Lekcja miłości
- Monte Cassino 1944
- Najkrótsza historia drugiej wojny światowej
- Opowieść Włoszki
- Pokonani (trylogia Polskie drogi)
- Przeznaczenie
- Przystanek Londyn (trylogia Polskie drogi)
- Pułkownik Beck
- Siedem dni Isabelli
- Szkice i polemiki
- Troje nieprawdziwych
- Władysław Sikorski
- Z dziejów Drugiej Rzeczypospolitej

## Nagrody
- Nagroda indywidualna RSW „Prasa-Książka-Ruch” (1984)[3]